# Palacio Sermini
El Palacio Sermini, Castillo Sermini o también conocido como Castillo Los Jesuitas una casa/mansión que data de 1927, ubicada en la comuna de Providencia entre las calles Los Jesuitas (calle a la cual debe su nombre) con José Manuel Infante.

## Historia
El barrio en el cual está insertado se desarrolló fue productor de diversos oficios; vitralistas, peluqueros, mueblistas, zapateros, restauradores, enjuncadores, entre otros, que le impregnaron de riqueza e identidad. El sector está inserto entre las calles Santa Isabel y José Manuel Infante; la primera está al poniente de Benjamín Vicuña Mackenna, que tiene su origen a una chacra de Francisco Lira Argomedo, epicentro social y artístico desde los primeros años republicanos.
La calle José Manuel Infante se inició en 1872, con la construcción del Hospital del Salvador, bastante austero y humilde en sus comienzos. Esto se debió a la urgencia de instalar a una cantidad no menor de víctimas de epidemia. José Manuel Infante Montt, cuya propiedad estaba instalada poco más al oriente, se unió a los trabajos del hospital, y dos décadas más tarde, vio la imperante necesidad de incrementar y aumentar hacia el oriente el hospital, dedicando medios, recursos y donando tierras; así también, obtuvo y se comprometió personalmente en la dirección del asentamiento y creación de sus obras. Por este motivo las autoridades de la época dieron a este callejón su nombre. 

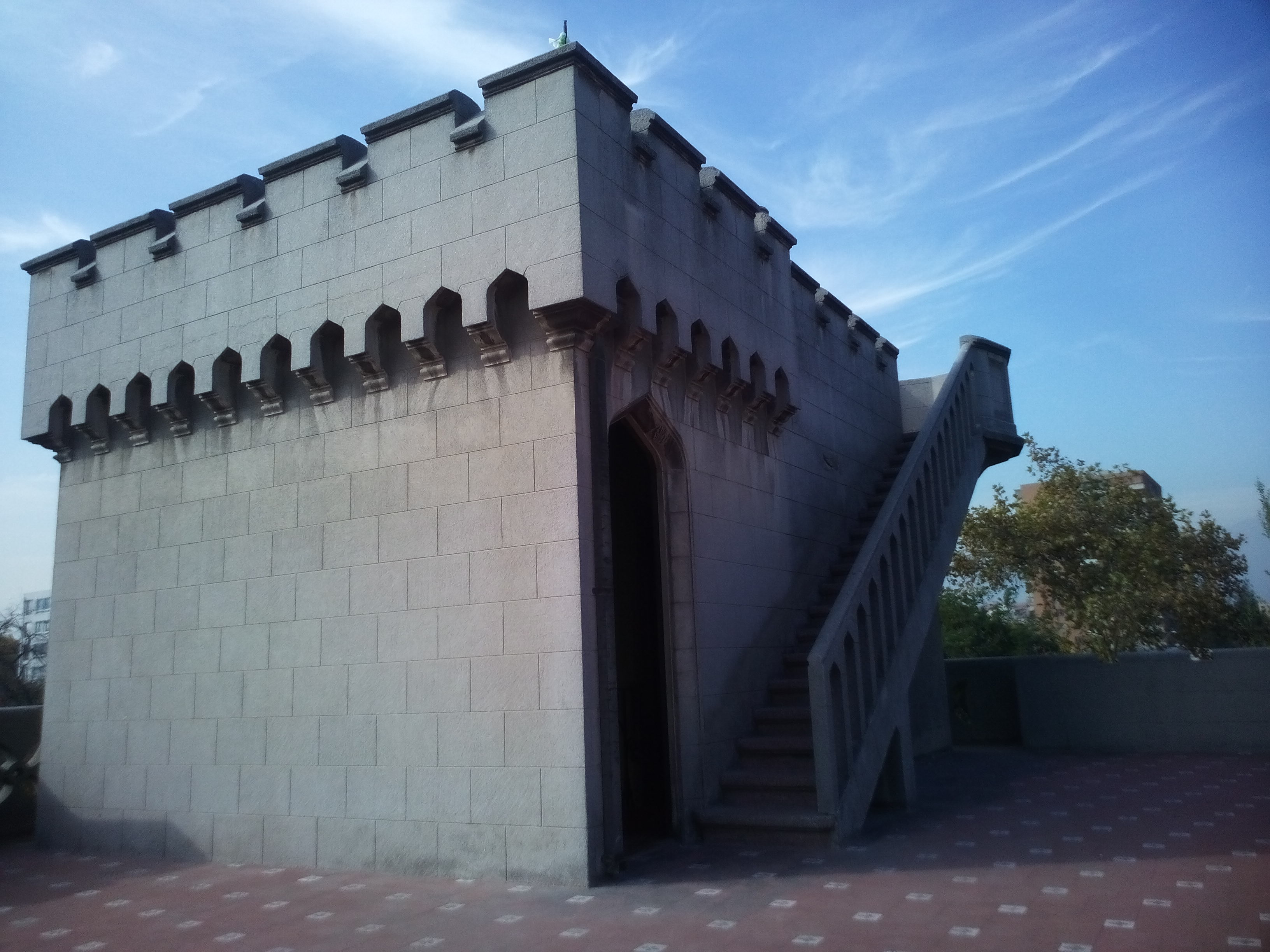
Terraza Castillo Los Jesuitas

### Infraestructura
Edificio de estilo ecléctico con una fachada principal construida con ladrillo y revestimiento de cemento granito, se encuentra una poterna y gran cantidad de saledizos que lo revisten de gran interés, en su exterior vitrales de aspecto aguja, terminaciones exteriores realizadas a mano y de construcción local, construida en un total de cuatro pisos, los dos primeros mayoritariamente de madera, más terraza y un austero castillo apartado en la esquina superior derecha del cuarto piso vista hacia el norte (ver imagen de la izquierda), del castillo también forma parte del total de la construcción largos y angostos pasillos, de aspecto oscuro, de escasa luminosidad, 14 pinturas en su interior decoran los dos primeros pisos.

### Plan de demolición
La noticia de la inminente demolición del castillo por la modificación del plan regulador comunal (PRC), esta incluía la reducción de alturas permitidas en el barrio, donde además estaba la declaratoria de Inmueble de Conservación Histórica, siendo esta una de las directrices de lo que sería finalmente el barrio y el Castillo los Jesuitas, el municipio contacto a la sucesión Sermini, los cuales eran los dueños del terreno, los cuales finalmente pasaron a poderes municipales lo cual impidió finalmente dicha demolición, aprobándose en diciembre del 2014 la compra del terreno en su totalidad

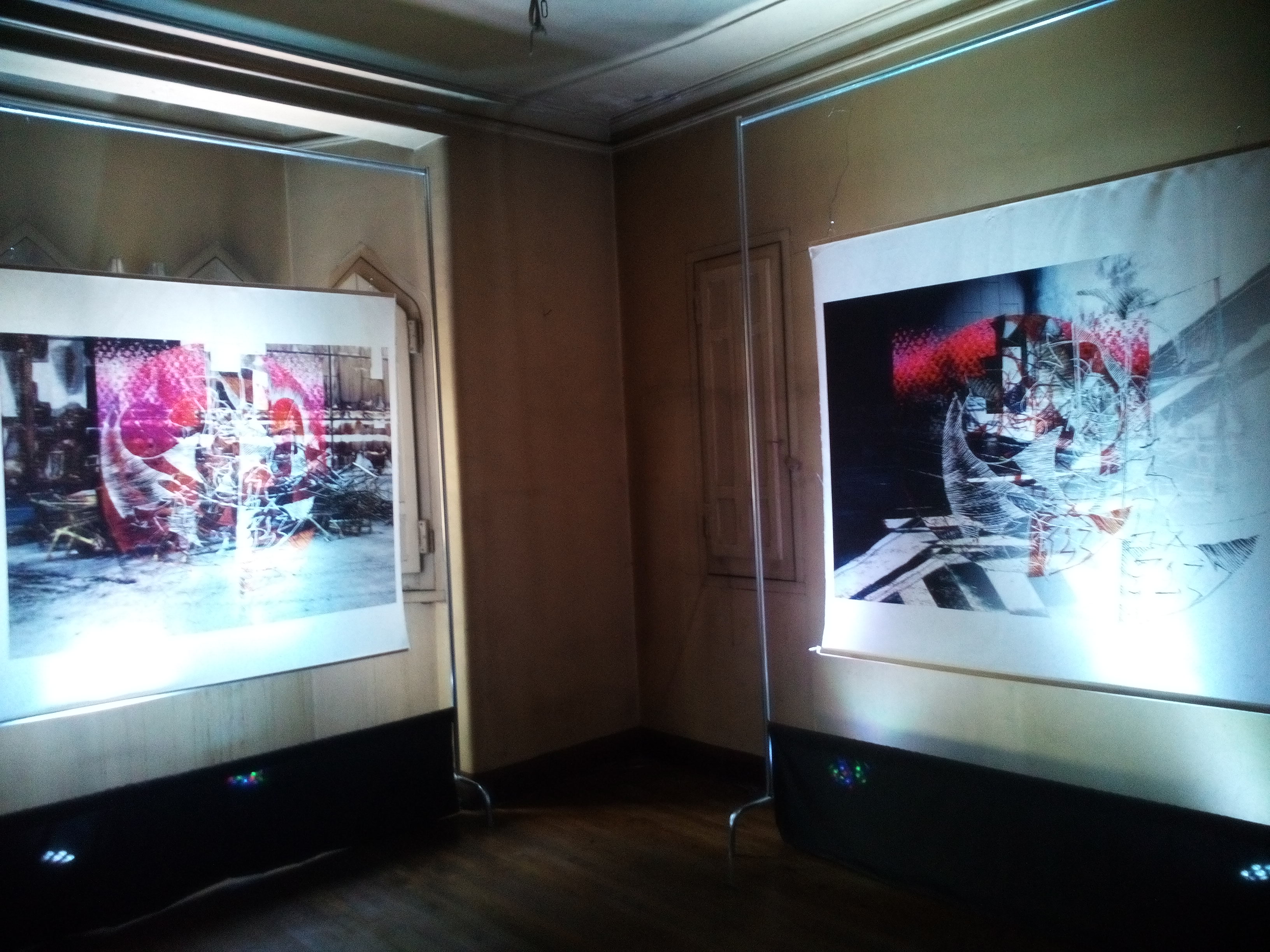
Exposición de Arte en su interior

## Actualidad
Se asienta en la actualidad en el Barrio Santa Isabel, como un espacio abierto a la comunidad al concretarse el traspaso del inmueble a la municipalidad por tres millones de dólares, así también, en pos del rescate de identidad local, el patio del castillo y sus inmediaciones se ha convertido también en un centro de oficios tradicionales, albergando un centro comunitario y un centro creativo. En conjunto con servicios municipales esta concurrida esquina abarca el Centro Integral del Adulto Mayor y el Centro de Salud Familiar Hernán Alessandri.
En la potente idea de renovar los espacios urbanos, en pos de la creatividad de los vecinos y la comunidad, suscitando la importancia y apoyo de los mismos vecinos, es que nace el Centro de Creación y Comunidad Infante 1415, donde al inicio se encontraban muebles creados por el Grupo TOMA, y nido textil, donde dicha construcción empezaría a partir de la antigua construcción de la Hilandería Sermini.
Ubicado en un punto estratégico de la comuna, ya que cuenta con los mayores puntos de servicios municipales de la comuna, y así, rescatando el pasado arquitectónico e insertarlo a las exigencias de hoy, contemplando fábricas textiles. Convirtiendo así en una reducto municipal, que colabora activamente con espacios para todos, o como dicen sus mismos creadores e impulsores de esta idea: «Centro de Creación abierto a la ciudadanía impulsado por la Municipalidad de Providencia, destinado a favorecer la innovación y la creatividad desde el trabajo colaborativo y la participación».
La cooperación activa de los vecinos es pieza fundamental de este lugar, en ellos se centra la energía y actividad de todas estas etapas que trabajan en conjunto con las entidades municipales. Gran parte de estas actividades se centran en el patio vecinal, donde las construcciones con material reciclado de la antigua fábrica de los Sermini, donde está también la feria vecinal que periódicamente se juntan y venden sus productos.
Se espera dimensionar a gran escala la oferta cultural, en este proyecto se encuentran varias unidades municipales, en este punto se ocupará el 60% del terreno nuevo, y el 40% remanente, el cual corresponde al sector sur el cual da hacia Santa Isabel, establecerá un nuevo consultorio. la inversión de esto costó un total de 4.000 millones de pesos, esto se logró gracias a la postulación al Fondo de Desarrollo de Ciudades de la Subsecretaría de Desarrollo Regional, a cargo del centro se encontrarán la fundación cultural de Providencia, la Dirección de Desarrollo Comunitario de la Municipalidad (DIDECO) y la Dirección de Barrio y Patrimonio y la Corporación de Desarrollo Social de la comuna
Así también se ha creado la primera radio comunitario de Providencia, la cual es asistida y creada por los mismos vecinos del lugar, encuentro de debate, entrevistas y diversas conferencias se suscitan en este lugar, promoviendo la cultura y el trabajo de cualquiera que desee integrarse a esta red de trabajo comunitario, todo desde el antiguo castillo de Sermini.
Entre estos proyectos se encuentra la ambición de convertir el castillo en un futuro museo de barrio, además de un «laboratorio creativo» en el segundo y tercer piso, contemplándose en conjunto con el Departamento de Desarrollo Local de Providencia (DEL), en el mismo recinto se da profesionalización productiva a los emprendedores y creadores de la comuna, así la integración y participación serán puntos de gran relevancia, asociados a los vecinos del barrio santa Isabel, cabe decir que todo este proyecto es una iniciativa pionera en Chile siendo un experimento innovador en propuesta de iniciativas culturales autónomas del quehacer humano siendo un polo creativo y portentoso en los nuevos planes de cultura creativa.